# Шугар Гроув (Пенсилванија)
Шугар Гроув (енгл. Sugar Grove) град је у америчкој савезној држави Пенсилванија.

## Демографија
По попису из 2010. године број становника је 614, што је 1 (0,2%) становника више него 2000. године.
| Група             | 2000.       | 2010.       |
| Белци             | 610 (99,5%) | 593 (96,6%) |
| Афроамериканци    | 1 (0,2%)    | 5 (0,8%)    |
| Азијати           | 0 (0,0%)    | 3 (0,5%)    |
| Хиспаноамериканци | 1 (0,2%)    | 0 (0,0%)    |
| Укупно            | 613         | 614         |